# Spectrolebias
Spectrolebias é um gênero de peixe anual da família Rivulidae que já foi considerado um subgênero de Simpsonichthys, posteriormente elevado à categoria de gênero por meio de análises e comparações morfológicas e genéticas.
Os peixes que compõem esse gênero são endêmicos de águas sazonais nas bacias do Rio Paraguai, Tocantins, Araguaia, Xingu, Mamoré e  Rio Grande na Bolívia, Brasil e Paraguai.

## Espécies
Atualmente 10 espécies compõem o gênero:
- Spectrolebias bellidoi[3]
- Spectrolebias brousseaui[4]
- Spectrolebias chacoensis[5]
- Spectrolebias costai[6]
- Spectrolebias filamentosus[7]
- Spectrolebias gracilis[8]
- Spectrolebias inaequipinnatus[9]
- Spectrolebias pilleti[10]
- Spectrolebias reticulatus[11]
- Spectrolebias semiocellatus[12]